# Epipedocera atra
Epipedocera atra är en skalbaggsart som beskrevs av Maurice Pic 1937. Epipedocera atra ingår i släktet Epipedocera och familjen långhorningar.
Artens utbredningsområde är Laos. Inga underarter finns listade i Catalogue of Life.